# Hoa hậu Thế giới 1978

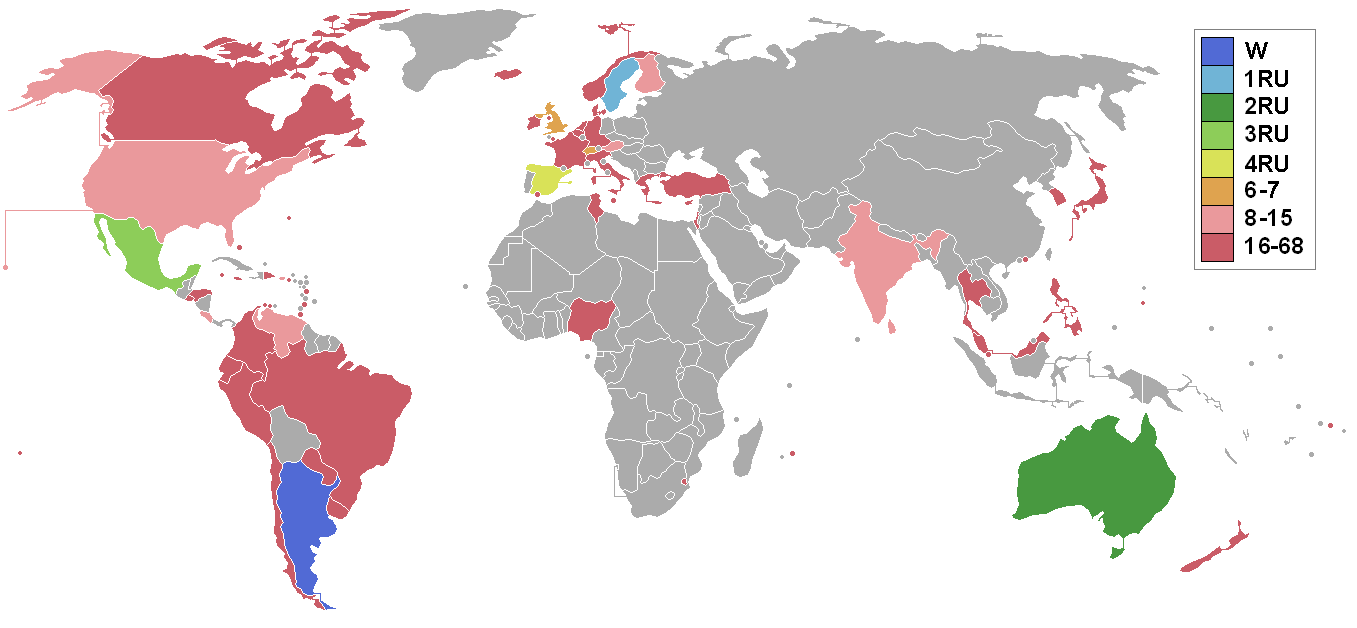
Các quốc gia và vùng lãnh thổ tham dự cuộc thi và kết quả

Hoa hậu Thế giới 1978 là cuộc thi Hoa hậu Thế giới lần thứ 28 được tổ chức ngày 16 tháng 11 năm 1978 tại Royal Albert Hall, Luân Đôn, Vương quốc Anh. Người chiến thắng là Silvana Rosa Suárez Clarence từ Argentina.

## Kết quả

### Thứ hạng
| Kết quả               | Thí sinh |
| --------------------- | --- |
| Hoa hậu Thế giới 1978 | - Argentina – Silvana Suárez † |
| Á hậu 1               | - Thụy Điển – Ossie Margareta Carlsson |
| Á hậu 2               | - Úc – Denise Ellen Coward |
| Á hậu 3               | - Mexico – Martha Eugenia Ortiz |
| Á hậu 4               | - Tây Ban Nha – Gloria Valenciano |
| Top 7                 | - Thụy Sĩ – Jeanette Keller - Vương quốc Anh – Elizabeth Jones |
| Top 15                | - Áo – Doris Elizabeth Anwander - Costa Rica – Maribel Guardia - Phần Lan – Eija Hillevi Laaksonen - Ấn Độ – Kalpana Iyer - Puerto Rico – María Jesús Cañizares - Sri Lanka – Manohori Vanigasooriya - Hoa Kỳ – Debra Jean Freeze - Venezuela – Patricia Tóffoli |

### Giải thưởng đặc biệt
| Giải thưởng      | Thí sinh                                  |
| ---------------- | ----------------------------------------- |
| Hoa hậu Cá tính  | - Quần đảo Cayman - Wendy Lorraine Daykin |
| Hoa hậu Ảnh      | - México - Martha Eugenia Ortiz Gomez     |
| Hoa hậu Tài năng | - Philippines - Louvette Monzon Hammond   |

## Các Nữ hoàng sắc đẹp châu lục
| Châu lục       | Thí sinh                                   |
| -------------- | ------------------------------------------ |
| Châu Mỹ        | - Argentina - Silvana Rosa Suárez Clarence |
| Châu Âu        | - Thụy Điển - Ossie Margareta Carlsson     |
| Châu Đại Duơng | - Úc - Denise Ellen Coward                 |
| Châu Á         | - Ấn Độ - Kalpana Iyer                     |

## Thí sinh
| - Argentina - Silvana Rosa Suárez Clarence - Aruba - Rose Anne Marie Lejuez - Úc - Denise Ellen Coward - Áo - Doris Elizabeth Anwander - Bahamas - Donna Marie McCook - Bỉ - Françoise Helene Julia Moens - Bermuda - Madeline Francine Joell - Brazil - Laura Angelica Viana de Oliveira Pereira - Canada - Brigitte June Hoffmann - Quần đảo Cayman - Wendy Lorraine Daykin - Chile - Maria Trinidad Sepulveda Pavon - Colombia - Denise de Castro Santiago - Costa Rica - Maribel Fernandez Garcia - Curaçao - Silvana Angely Trinidad - Síp - Mary Adamou - Đan Mạch - Birgit Stefansen - Dominica - Mona-Jo Lewis - Cộng hòa Dominica - Jenny Polanco - Ecuador - Antonieta Cecilia Campodonico Aguirre - El Salvador - Iris Ivette Mazorra Castro - Phần Lan - Eija Hillevi Laaksonen - Pháp - Kelly Hoarau - Đức - Monika Greis - Gibraltar - Rosanna Bonfante - Hy Lạp - Ariana Dimitropoulou - Guam - Elizabeth Clara Tenorio - Hà Lan - Ans van Haaster - Honduras - Maria Elena Bodadilla - Hồng Kông - Liên Huệ Linh - Ireland - Asdis Loftsdóttir - Ấn Độ - Kalpana Iyer - Ireland - Lorraine Marion O'Conner - Đảo Man - Carol Ann Kneale - Israel - Sari Alon | - Ý - Loren Cristina Mai - Jamaica - Joan Marcia McDonald - Nhật Bản - Yuko Yamaguchi - Jersey - Chantal Angeline Gosselin - Hàn Quốc - Je Eun-jin - Malaysia - Kartina Osir - Malta - Mary Cumbo - Mauritius - Genevieve Chanea - México - Martha Eugenia Ortiz Gomez - New Zealand - Lorian Dawn Tangney - Nigeria - Irene Omagbemi - Na Uy - Elisabet Klaeboe - Paraguay - Susana del Pilar Galli - Perú - Karen Ines Noeth Haupt - Philippines - Louvette Monzon Hammond - Puerto Rico - Maria Jesus Cañizares - Saint Vincent - June de Nobriga - Samoa - Rosalina Sapolu - Singapore - Rosie Tan - Tây Ban Nha - Gloria Maria Valenciano Rijo - Sri Lanka - Manohori Vanigasooriya - Swaziland - Nyamalele Nilovu - Thụy Điển - Ossie Margareta Carlsson - Thụy Sĩ - Jeanette Keller - Tahiti - Moeata Schmouker - Thái Lan - Orasa Panichapan - Trinidad và Tobago - Kathleen Thomas - Tunisia - Malek Nemlaghi - Thổ Nhĩ Kỳ - Sevil Ozgultekin - Vương quốc Anh - Elizabeth Ann Jones - Hoa Kỳ - Debra Jean Freeze - Uruguay - Mabel Rua - Venezuela - Katy Patricia Toffoli Andrade - Quần đảo Virgin (Mỹ) - Enid d'Lores Francis |

## Chú ý

### Lần đầu tham gia
- Dominica
- Saint Vincent

### Trở lại
- Lần cuối tham gia vào năm 1970:
  -  Nigeria
- Lần cuối tham gia vào năm 1975:
  -  Ấn Độ
  -  Malaysia
  -  Mauritius
  -  Philippines
  -  Swaziland
  -  Tunisia

Ấn Độ, Malaysia, Mauritius, Philippines và Swaziland là những thí sinh đã rút lui trong hai cuộc thi liên tiếp, Hoa hậu Thế giới 1976 và 1977, do sự phản đối sự tham gia của Nam Phi.
- Lần cuối tham gia vào năm 1976:
  -  Quần đảo Virgin (Mỹ)
  -  Ý
  -  Jamaica
  -  Singapore

### Bỏ cuộc
- Bolivia
- Liban
- Luxembourg
- Nicaragua
- Panama
- Papua New Guinea
- Nam Phi – Đây là lần đầu tiên Nam Phi không tham dự Hoa hậu Thế giới do bị cấm tham gia tổ chức trong 14 năm tiếp theo.

## Liên kết
- Trang chủ của cuộc thi Hoa hậu Thế giới